# Природњачки музеј – Покрајински завод за заштиту природе
Природњачки музеј – Покрајински завод за заштиту природе се налази у улици Радничка 20а у Новом Саду. Стална природњачка поставка је површине 800m² и приказује богатство биолошке и геолошке разноврсности Земље, а у току године смењују се различите тематске поставке.

## Историја
Природњачко одељење је почело са радом при Музеју Војводине 1947. године. Своју локацију је мењало све до 1966. када је основан Покрајински завод за заштиту природе у Новом Саду са седиштем на Петроварадинској тврђави. Делатност природњачког одељења се односи на прикупљање предмета за збирке, научно-истраживачки радови, проучавање предмета и формирање студијских збирки. Природњачка збирка спаја музејску делатност и заштиту природе у оквиру Завода. Фонд природњачке збирке данас броји преко 25.000 предмета разврстаних у неколико засебних збирки: геолошко–палеонтолошка, минералошка–петролошка збирка, херпетолошка, орнитолошка–териолошка збирка, ботаничка, ентомолошка и ихтиолошка. Оне се свакодневно допуњавају новим предметима и врстама биљног и животињског порекла. Природњачком изложбом доминира лобања са кљовама рунастог мамута (лат. Mammuthus primigenius) извађена 1947. године из корита Тисе код Новог Бечеја. Најстарији експонат је представљен са два примерка белоглавог супа из 1910. године са Обедске баре. Садрже и арборетум у стилу вртне уметности и збирку аутохтоног дрвећа са Фрушке горе међу којима се истичу храст китњак, липа, буква и граб.